# Svetozar Križaj
Svetozar Križaj, slovenski arhitekt in oblikovalec, * 1. februar 1921, Ajdovščina, † 2. november 1996, Golnik.
Študiral je v Padovi in Bologni. Po drugi svetovni vojni, v kateri se je priključil partizanom, se je vpisal na arhitekturni oddelek Tehniške fakultete v Ljubljani pri profesorju Jožetu Plečniku, diplomiral je leta 1956 pri Edvardu Ravnikarju. Zaposlen je bil v arhitekturnem biroju Slovenija-projekt. Zasnoval je, skupaj z drugimi oblikovalci, likalnik Elma (1954). Samostojno je načrtoval vrstne hiše v Vipavi (1960–61), kopališče (1962–64) in kino dvorano (1964–65) v Ajdovščini. Sodeloval je pri prenovi in notranji opremi ljubljanske mestne hiše (1966). Za slednje je leta 1967 prejel nagrado Prešernovega sklada, za preureditev bistroja Slon (z arhitektom J. Kregarjem) leta 1967 Župančičevo nagrado, za ureditev Pilonove galerije v Ajdovščini istega leta pa Plečnikovo nagrado.